# Berge (kurländisches Adelsgeschlecht)

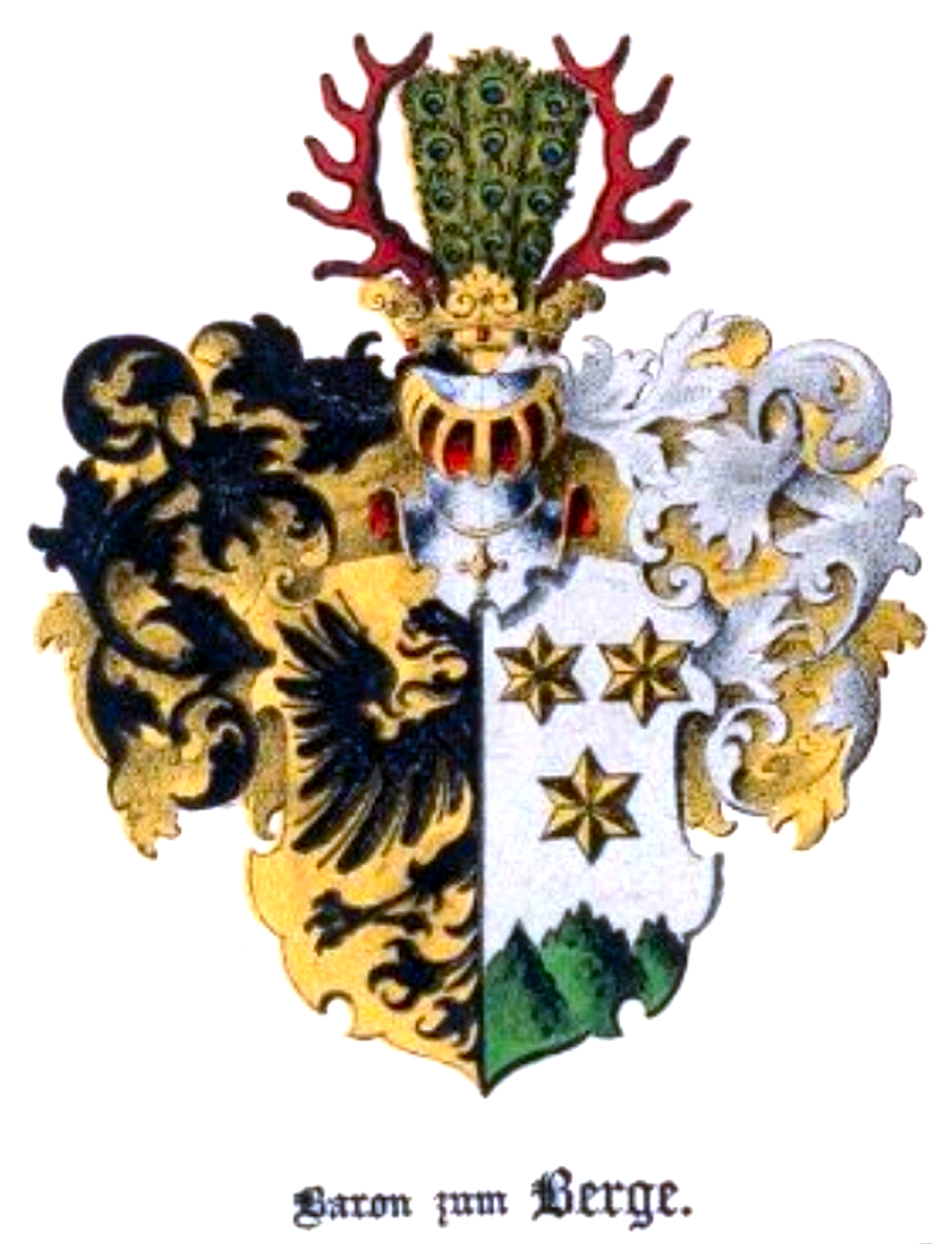
Wappen derer zum Berge

zum Berge ist der Name eines kurländisches Adelsgeschlechts.

## Geschichte
Das Geschlecht stammt aus Unna in Westfalen und ist seit 1533 in Livland nachweisbar. Die Stammreihe der Familie beginnt mit dem Bürgermeister von Riga Johann thom Berge († 1576). Seine Söhne Martin, Caspar und Johann Balthasar zum Berge wurden am 5. Januar 1580 in den polnischen Adelsstand erhoben. Heinrich zum Berge auf Behnen wurde am 15. Oktober 1620 in die III. Klasse der Kurländischen Ritterschaft immatrikuliert. Die russische Anerkennung der Berechtigung zur Führung des Baronstitels erfolgte durch Senatsukase vom 18. Mai 1834 und 3. April 1862.
Die Familie ist von anderen Geschlechtern Namens Berge als nicht stammverwandt zu unterscheiden. Teils wird eine Stammverwandtschaft mit dem oeselschen Berg-Clausholm unterstellt.

## Angehörige
- Johann thom Berge († 1576), Bürgermeister von Riga
- Caspar zum Berge (1551–1604), Bürgermeister und Burggraf von Riga

## Wappen
Das Wappen ist gespalten, rechts in Gold ein halber schwarzer Adler am Spalt, links in Silber über einem grünen Dreiberg drei (2, 1) goldene Sterne. Auf dem Helm mit rechts schwarz-goldenen und links silber-goldenen Decken ein natürlicher Pfauenstutz zwischen braunem Hirschgeweih.